# TSV Giesen
Der TSV Giesen ist ein Sportverein aus Giesen in Niedersachsen. Die männlichen Volleyballer spielen seit der Saison 2018/19 als Helios Grizzlys Giesen in der 1. Bundesliga und seit der Saison 2023/24 auch als TSV Giesen Grizzlys II („Superzweite“) in der 2. Bundesliga Nord. In weiteren Abteilungen werden Fußball, Radsport, Tennis, Tischtennis und Turnen angeboten.

## Volleyball Männer

### Geschichte
Die Volleyballabteilung des TSV Giesen wurde 1981 gegründet. In den ersten zehn Jahren stieg die Mannschaft von der Kreisklasse in die Oberliga auf. 1997 erreichte sie die Regionalliga und vier Jahre später die zweite Liga. Vor der Saison 2007/08 wurden die Giesener Volleyballer mit den Spielern des ehemaligen Konkurrenten MTV 1848 Hildesheim vereinigt. Das neue Team erreichte den ersten Platz in der Nordstaffel und schaffte somit die Qualifikation für die erste Liga.
Seit der Saison 2016/17 firmiert die Volleyballabteilung des TSV Giesen als TSV Giesen Grizzlys. Seit der Saison 2018/19 spielt Giesen wieder in der 1. Bundesliga.

### Bundesliga
Der TSV Giesen/Hildesheim wurde 2008 Meister der 2. Bundesliga Nord und spielte in der Saison 2008/09 erstmals in der Bundesliga, stieg jedoch als Tabellenletzter wieder ab. In der Saison 2010/11 wurde der Verein ungeschlagen Meister in der 2. Bundesliga Nord, verzichtete aber auf den Aufstieg.
Kurz vor dem Wiederaufstieg in der darauf folgenden Saison teilte der Trainer Michael Schöps überraschend seinen Rücktritt aus privaten Gründen mit, worauf der Verein zum zweiten Mal aus finanziellen Gründen auf die 1. Bundesliga verzichtete. Die Saison 2017/18 beendete Giesen auf dem dritten Tabellenplatz. Nach dem Aufstiegsverzicht des Meisters VC Mitteldeutschland und dem außer Konkurrenz startenden Zweiten VCO Berlin reichte der dritte Platz zum Aufstieg in die 1. Bundesliga. Beim dritten Mal nahm der Verein somit sein Aufstiegsrecht wahr und schlägt in der Saison 2018/19 nach zehn Jahren wieder im Volleyball-Oberhaus auf.

### DVV-Pokal
Die Giesener nahmen in der Saison 2008/09 erstmals an der Hauptrunde des DVV-Pokals teil und schieden im Viertelfinale gegen den deutschen Meister VfB Friedrichshafen aus.

### Team
Der Kader für die Saison 2025/26 besteht aus folgenden Spielern.
| Name                       | Nr. | Nation             | Größe  | Geburtsdatum  | Position | im Verein seit | Vertrag bis |
| -------------------------- | --- | ------------------ | ------ | ------------- | -------- | -------------- | ----------- |
| Yannik Ahr                 | 7   | Deutschland        | 1,92 m | 15. Okt. 2000 | AA       | 2025           | 2026        |
| Mateusz Borkowski          | 3   | Polen              | 1,99 m | 18. Feb. 2002 | D        | 2025           | 2026        |
| Juan Manuel González Limón | 44  | Spanien            | 1,92 m | 11. Juni 1994 | AA       | 2025           | 2026        |
| Jakob Günthör              | 12  | Deutschland        | 2,12 m | 1. Feb. 2002  | MB       | 2022           | 2026        |
| John Hatch                 | 9   | Vereinigte Staaten | 1,87 m | 12. Feb. 1996 | L        | 2023           | 2026        |
| Ilja Ivanov                | 33  | Finnland           | 1,93 m | 24. Juli 2003 | Z        | 2025           | 2026        |
| Lars Migge                 | 20  | Schweiz            | 1,98 m | 28. Mai 2004  | AA       | 2025           | 2026        |
| Iñaki Ramos                |     | Spanien            | 2,06 m | 4. Mai 2005   | D        | 2025           | 2026        |
| Jan Röling                 | 10  | Deutschland        | 1,89 m | 15. Sep. 1999 | Z        | 2019           | 2026        |
| Mark Rura                  | 6   | Israel             | 2,06 m | 23. Jan. 2006 | AA       | 2024           | 2027        |
| Miguel Sinfrónio           | 4   | Portugal           | 1,97 m | 18. März 1999 | MB       | 2024           | 2026        |
| Austin Wilmot              | 24  | Vereinigte Staaten | 2,08 m | 15. März 1998 | MB       | 2025           | 2026        |

Positionen: AA = Annahme/Außen, D = Diagonal, L = Libero, MB = Mittelblock, Z = Zuspiel
| Neuzugänge 2025            | Neuzugänge 2025    | Abgänge 2025    | Abgänge 2025              |
| Spieler                    | bisheriger Verein  | Spieler         | neuer Verein              |
| -------------------------- | ------------------ | --------------- | ------------------------- |
| Yannik Ahr                 | zweite Mannschaft  | Michiel Ahyi    | Daejeon Samsung Bluefangs |
| Mateusz Borkowski          | Norwid Częstochowa | Noah Baxpöhler  | Karriereende              |
| Juan Manuel González Limón | Unicaja Almería    | Niklas Breilin  | VC Greenyard Maaseik      |
| Ilja Ivanov                | Akaa-Volley        | Ethan Champlin  | SVG Lüneburg              |
| Lars Migge                 | Akaa Volley        | Arash Dosanjh   | Daejeon Samsung Bluefangs |
| Iñaki Ramos                | San Lorenzo Voley  | Jori Mantha     | Karriereende              |
| Austin Wilmot              | Itambé Minas       | Nicholas Slight | Lindemans Aalst           |
|                            |                    | Hauke Wagner    | Karriereende              |

Chef-Trainer ist der ehemalige Bundesligaspieler Itamar Stein. Sein Assistent ist Antti Poikela. Für die medizinische Betreuung sind der Mannschaftsarzt Stefan Rössig und die Physiotherapeuten Simon Doliwa und Marcus Peters zuständig.

## Weitere Mannschaften
Beim TSV Giesen gibt es neben der Bundesliga-Mannschaft acht weitere Männer-, drei Frauen- und mehrere Jugendmannschaften. Die zweite Männermannschaft spielt als TSV Giesen Grizzlys II („Superzweite“) in der 2. Bundesliga Nord.